# 山口県立西部高等産業技術学校
山口県立西部高等産業技術学校（やまぐちけんりつせいぶこうとうさんぎょうぎじゅつがっこう、英語: Vocational Training School in the Western part of YAMAGUCHI）は山口県下関市千鳥ヶ丘町に設置されている職業能力開発校。

## 概要
職業能力開発促進法第16条第1項の規定に基づき山口県が設置した職業能力開発校（公共職業能力開発施設）の一つで、山口県立職業能力開発校条例（昭和54年3月13日山口県条例第3号）を設置根拠とする。「学校」という名称を含んでいるが、学校教育法に規定される学校（一条校）や専修学校・各種学校ではない。
施設内訓練課程は高等学校以上または専修学校の卒業見込み者および18歳から34歳までの求職者を対象とした普通課程（訓練期間2年）と、求職者を対象とした短期課程（訓練期間1年）に別れ、これと別に、離転職者、女性、障害者を対象とした、民間教育機関等を委託先とした委託訓練、在職者を対象とした在職者訓練の過程を設けている。
校訓
『不断の努力 立派な技能・豊かな人間性を目指して』

## 設置科目
施設内訓練課程
- 普通過程
  - 自動車整備科

- 短期過程
  - 木造建築科
  - 内装リフォーム科
  - 電気工事・設備科
  - エクステリア・造園科
  - 空調・設備施工科
  - 溶接技術科

## 沿革
- 1980年（昭和55年）4月1日 - 山口県立職業訓練校条例に基づき、宇部職業訓練校、豊北職業訓練校の2校を統合して山口県立西部高等職業訓練校として設置。
- 1990年（平成2年）4月1日 - 山口県立西部高等産業技術学校と改称。

## 最寄り駅
- JR西日本山陽本線 長府駅

## 最寄りバス停
- サンデン交通「千鳥ヶ丘団地前バス停」から徒歩5分